# Bahamas i olympiska sommarspelen 2016
Bahamas deltog med 28 deltagare vid de olympiska sommarspelen 2016 i Rio de Janeiro. Totalt tog truppen två medaljer varav ett guld.

## Medaljörer
| Medalj | Namn                                                                                        | Sport     | Gren                        | Datum           |
| ------ | ------------------------------------------------------------------------------------------- | --------- | --------------------------- | --------------- |
| Guld   | Shaunae Miller                                                                              | Friidrott | Damernas 400 m              | 15 augusti 2016 |
| Brons  | Chris Brown Steven Gardiner Michael Mathieu Stephen Newbold Demetrius Pinder Alonzo Russell | Friidrott | Herrarnas 4 × 400 m stafett | 20 augusti 2016 |

## Friidrott
Förkortningar
- Notera– Placeringar avser endast det specifika heatet.
- Q = Tog sig vidare till nästa omgång
- q = Tog sig vidare till nästa omgång som den snabbaste förloraren eller, i fältgrenarna, genom placering utan att nå kvalgränsen
- NR = Nationellt rekord
- N/A = Omgången fanns inte i grenen
- Bye = Idrottaren behövde inte tävla i omgången

Herrar
Bana och väg
| Idrottare                                                                                   | Gren                          | Heat     | Heat      | Kvartsfinal | Kvartsfinal | Semifinal        | Semifinal        | Final            | Final            |
| Idrottare                                                                                   | Gren                          | Resultat | Placering | Resultat    | Placering   | Resultat         | Placering        | Resultat         | Placering        |
| ------------------------------------------------------------------------------------------- | ----------------------------- | -------- | --------- | ----------- | ----------- | ---------------- | ---------------- | ---------------- | ---------------- |
| Adrian Griffith                                                                             | Herrarnas 100 meter           | Bye      | Bye       | 10,53       | 8           | Gick inte vidare | Gick inte vidare | Gick inte vidare | Gick inte vidare |
| Shavez Hart                                                                                 | Herrarnas 100 meter           | Bye      | Bye       | 10,28       | 5           | Gick inte vidare | Gick inte vidare | Gick inte vidare | Gick inte vidare |
| Jamial Rolle                                                                                | Herrarnas 100 meter           | Bye      | Bye       | 10,68       | 8           | Gick inte vidare | Gick inte vidare | Gick inte vidare | Gick inte vidare |
| Shavez Hart                                                                                 | Herrarnas 200 meter           | 20,74    | 7         | i.u.        | i.u.        | Gick inte vidare | Gick inte vidare | Gick inte vidare | Gick inte vidare |
| Demetrius Pinder                                                                            | Herrarnas 200 meter           | DSQ      | DSQ       | i.u.        | i.u.        | Gick inte vidare | Gick inte vidare | Gick inte vidare | Gick inte vidare |
| Teray Smith                                                                                 | Herrarnas 200 meter           | 20,66    | 6         | i.u.        | i.u.        | Gick inte vidare | Gick inte vidare | Gick inte vidare | Gick inte vidare |
| Chris Brown                                                                                 | Herrarnas 400 meter           | 45,56    | 4         | i.u.        | i.u.        | Gick inte vidare | Gick inte vidare | Gick inte vidare | Gick inte vidare |
| Steven Gardiner                                                                             | Herrarnas 400 meter           | 45,24    | 2 Q       | i.u.        | i.u.        | 44,72            | 5                | Gick inte vidare | Gick inte vidare |
| Alonzo Russell                                                                              | Herrarnas 400 meter           | 46,23    | 5         | i.u.        | i.u.        | Gick inte vidare | Gick inte vidare | Gick inte vidare | Gick inte vidare |
| Jeffery Gibson                                                                              | Herrarnas 400 meter häck      | 52,77    | 45        | i.u.        | i.u.        | Gick inte vidare | Gick inte vidare | Gick inte vidare | Gick inte vidare |
| Chris Brown Steven Gardiner Michael Mathieu Stephen Newbold Demetrius Pinder Alonzo Russell | Herrarnas 4x400 meter stafett | 2:59,64  | 2 Q       | i.u.        | i.u.        | i.u.             | i.u.             | 2:58,49          | 3                |

Fältgrenar
| Idrottare            | Gren               | Kval    | Kval      | Final            | Final            |
| Idrottare            | Gren               | Distans | Placering | Distans          | Placering        |
| -------------------- | ------------------ | ------- | --------- | ---------------- | ---------------- |
| Trevor Barry         | Herrarnas höjdhopp | 2,29    | 10 q      | 2,25             | 11               |
| Donald Thomas        | Herrarnas höjdhopp | 2,29    | 9 q       | 2,29             | =7               |
| Jamal Wilson         | Herrarnas höjdhopp | 2,22    | 25        | Gick inte vidare | Gick inte vidare |
| Latario Collie-Minns | Herrarnas tresteg  | NM      | —         | Gick inte vidare | Gick inte vidare |
| Leevan Sands         | Herrarnas tresteg  | 16,53   | 18        | Gick inte vidare | Gick inte vidare |

Damer
Bana och väg
| Idrottare           | Gren                    | Heat     | Heat      | Kvartsfinal | Kvartsfinal | Semifinal        | Semifinal        | Final            | Final            |
| Idrottare           | Gren                    | Resultat | Placering | Resultat    | Placering   | Resultat         | Placering        | Resultat         | Placering        |
| ------------------- | ----------------------- | -------- | --------- | ----------- | ----------- | ---------------- | ---------------- | ---------------- | ---------------- |
| Tynia Gaither       | Damernas 100 meter      | Bye      | Bye       | 11,56       | 5           | Gick inte vidare | Gick inte vidare | Gick inte vidare | Gick inte vidare |
| Sheniqua Ferguson   | Damernas 200 meter      | 23,62    | 8         | i.u.        | i.u.        | Gick inte vidare | Gick inte vidare | Gick inte vidare | Gick inte vidare |
| Tynia Gaither       | Damernas 200 meter      | 22,90    | 3 q       | i.u.        | i.u.        | 23,45            | 8                | Gick inte vidare | Gick inte vidare |
| Anthonique Strachan | Damernas 200 meter      | 22,96    | 3         | i.u.        | i.u.        | Gick inte vidare | Gick inte vidare | Gick inte vidare | Gick inte vidare |
| Shaunae Miller      | Damernas 400 meter      | 51,16    | 1 Q       | i.u.        | i.u.        | 49,91            | 2 Q              | 49,44            | 1                |
| Pedrya Seymour      | Damernas 100 meter häck | 12,85    | 3 Q       | i.u.        | i.u.        | 12,64            | 2 Q              | 12,76            | 6                |

Fältgrenar
| Idrottare     | Gren               | Kval    | Kval      | Final            | Final            |
| Idrottare     | Gren               | Distans | Placering | Distans          | Placering        |
| ------------- | ------------------ | ------- | --------- | ---------------- | ---------------- |
| Bianca Stuart | Damernas längdhopp | 6,45    | 9         | Gick inte vidare | Gick inte vidare |

## Rodd
| Roddare      | Gren                   | Heat    | Heat      | Återkval | Återkval  | Kvartsfinal | Kvartsfinal | Semifinal | Semifinal | Final   | Final     |
| Roddare      | Gren                   | Tid     | Placering | Tid      | Placering | Tid         | Placering   | Tid       | Placering | Tid     | Placering |
| ------------ | ---------------------- | ------- | --------- | -------- | --------- | ----------- | ----------- | --------- | --------- | ------- | --------- |
| Emily Morley | Damernas singelsculler | 9:22,12 | 6 R       | 8:22,77  | 4 SE/F    | Bye         | Bye         | 8:46,09   | 3 FE      | 8:56,36 | 30        |

## Simning
| Simmare                    | Gren                     | Heat    | Heat      | Semifinal        | Semifinal        | Final            | Final            |
| Simmare                    | Gren                     | Tid     | Placering | Tid              | Placering        | Tid              | Placering        |
| -------------------------- | ------------------------ | ------- | --------- | ---------------- | ---------------- | ---------------- | ---------------- |
| Dustin Tynes               | Herrarnas 100 m bröstsim | 1.03,71 | 44        | Gick inte vidare | Gick inte vidare | Gick inte vidare | Gick inte vidare |
| Joanna Evans               | Damernas 200 m frisim    | 2.01,27 | 37        | Gick inte vidare | Gick inte vidare | Gick inte vidare | Gick inte vidare |
| Joanna Evans               | Damernas 400 m frisim    | 4.07,60 | 13        | i.u.             | i.u.             | Gick inte vidare | Gick inte vidare |
| Joanna Evans               | Damernas 800 m frisim    | 8.42,93 | 23        | i.u.             | i.u.             | Gick inte vidare | Gick inte vidare |
| Arianna Vanderpool-Wallace | Damernas 50 m frisim     | 24,77   | =13 Q     | 24,60            | 9                | Gick inte vidare | Gick inte vidare |
| Arianna Vanderpool-Wallace | Damernas 100 m frisim    | 54,56   | 18        | Gick inte vidare | Gick inte vidare | Gick inte vidare | Gick inte vidare |